# Dassow
Dassow település Németországban, Mecklenburg-Elő-Pomeránia tartományban. Lakosainak száma 4021 fő (2023. december 31.).

## Népesség
A település népességének változása:
| Lakosok száma | 4034 | 4077 | 4042 | 4102 | 4065 | 4038 | 4021 |
|               | 2015 | 2017 | 2019 | 2020 | 2021 | 2022 | 2023 |